# Воробьёво (усадьба)
О царском дворце см. Воробьёво (Москва)
«Воробьёво» — подмосковная усадьба Татищевых, затем Ершовых, на вершине холма у берега реки Рожайка в Подольском районе, по соседству со снесённой усадьбой Трубецких «Прохорово» и усадьбой Скобеево. С советского времени входит в состав дома отдыха «Лесные Поляны».
Также как и царская резиденция село Воробьёво, получила название по имени первоначальных владельцев бояр Воробьёвых, хотя с XVII века находилась в собственности уже других дворянских родов.

## История
После смерти в 1719 году стольника М. П. Зиновьева его имения были разделены между дочерьми, одна из которых была женой князя Бориса Юсупова, а другая — офицера Евграфа Татищева, сына первого русского историка. Так к Татищевым перешла деревня Воробьёво Подольского уезда. Из переписи 1760-х гг. известно о существовании в поместье деревянного усадебного дома и сада с плодовыми деревьями.
Возведение существующего дома приходится на 1780-е или 1790-е годы, когда имением владел Ростислав Евграфович Татищев (1742—1820), один из крупных землевладельцев Московской губернии. В 1803 году Татищев, не имея наследников мужского пола, отдал свою лучшую «подмосковную» в качестве приданого за дочерью Елизаветой (1786—1860) по случаю её брака с князем С. С. Вяземским (из семьи владельцев усадьбы Пущино-на-Наре). Часть своих крепостных княгиня Вяземская выселила на тульскую дорогу, основав таким образом деревню Климовку (ныне город Климовск).
Во 2-й половине XIX века в Воробьёве жили дочь княгини Вяземской, Варвара Сергеевна (1815—1907), и её муж Иван Иванович, подольский уездный предводитель дворянства. Поместье поддерживалось ими в образцовом порядке. Благодаря финансовому участию сына, генерала В. И. Ершова, усадебное хозяйство постоянно расширялось, появлялись новые служебные корпуса. Любопытен отзыв о Воробьёве, оставленный летом 1886 года известным ценителем усадебной культуры С. Д. Шереметевым, который, по собственному признанию, «совсем не ожидал найти такое благоустроенное и во всех отношениях привлекательное имение»:
В советское время усадьба была перестроена под дом отдыха. Отдельно стоящая церковь Сошествия Святого Духа, построенная в 1845—1848 годах по желанию княгини Вяземской, по дряхлости не имевшей возможности ездить на службы в Прохорово, была надстроена водонапорным баком, напоминавшим древнерусский терем. В господском доме была изменена внутренняя планировка, разобрана лестница, которая вела в парк, уничтожен зимний сад. После возвращения храма православной церкви (в 1994 году) его первоначальный облик был восстановлен.

## Структура
Господский дом классической палладианской архитектуры поднят на белокаменный цоколь. Парадный фасад выделен четырьмя колоннами коринфского ордера. Крытые переходы соединяют его с одноэтажными флигелями. Татищев вёл жизнь сельского хозяина, и его резиденция не была рассчитана для приёмов, отчего курдонёр решён не вполне стандартно: с южной стороны его ограничивала пихтовая аллея, а с северной — зимний сад. Ни то, ни другое не сохранилось. Конюшня, кузница и прочие хозяйственные постройки были вынесены за подъездную дорогу.
В настоящее время сохранились главный дом усадьбы в стиле классицизм, еловый парк, павильоны с палладианскими мотивами, церковь Сошествия Святого Духа (1848), построенная в русском стиле.